# Jabberwocky (рок-опера)
Jabberwocky (с англ. — «Бармаглот», перевод Дины Орловской) — альбом-рок-опера, созданная британскими музыкантами Клайвом Ноланом и Оливером Уэйкмэном в 1999 году по мотивам одноименного стихотворения Льюиса Кэрролла.

## Список композиций
1. Overture — 5:57
2. Coming To Town — 2:55
3. Dangerous World — 6:54
4. The Forest — 4:22
5. A Glimmer Of Light — 5:57
6. Shadows — 4:19
7. Enlightenment — 5:23
8. Dancing Water — 4:11
9. The Burgundy Rose — 3:55
10. The Mission — 4:32
11. Call To Arms — 6:37
12. Finale — 1:50

## Участники записи
Авторы:
- Клайв Нолан[англ.] (англ. Clive Nolan) — клавишные
- Оливер Уэйкман (англ. Oliver Wakeman) — клавишные

Озвучивали персонажей:
- Боб Кэтли (англ. Bob Catley) — вокал (Мальчик,англ. The Boy)
- Трэси Хитчингс (англ. Tracy Hitchings) — вокал (Девочка, англ. The Girl)
- Джеймс Пламридж (англ. James Plumridge) — вокал (Дракон Джабберуок, англ. The Jabberwock)
- Пол, Элиссон (англ. Paul Allison) — вокал (Дерево, англ. The Tree)
- Рик Уэйкман (англ. Rick Wakeman) — слова автора

Музыканты:
- Пит Джи (англ. Pete Gee) — безладовая бас-гитара
- Ян Сэлмон (англ. Ian Salmon) — гитара, бас-гитара
- Питер Бэнкс (англ. Peter Banks) — гитара
- Джон Джири (англ. Jon Jeary) — акустическая гитара
- Тони Фернандес (англ. Tony Fernandez) — ударные